# 안산문화복합돔구장
안산문화복합돔구장은 경기도 안산시가 경기도 안산시 단원구 초지동에 계획중인 대한민국 돔 야구장이었으나 취소되었다.

## 진행사항
- 2007년 5월 15일, 안산시, 현대건설, 현대증권, KBO는 안산문화복합돔구장 추진 사업 MOU(양해각서)를 체결했다. 이 MOU 체결식에서 4만 명 수용 규모의 돔구장 건립비용 8000억 원을 포함 총 사업비 1조 7000억 원이 들 것으로 추정했다. 이 돈은 민간투자를 통해 유치한다. 그리고 천장을 열고 닫을 수 있는 개폐식 지붕으로 하고 천연잔디가 깔릴 예정이다. 이 자리에서 KBO의 신상우 회장은 WBC유치발언을 했지만 대만에서는 이보다 이른 기간에 지어질 예정이었다.
- 2007년 6월 4일, 문화복합돔구장 Task Force팀 구성 및 업무개시, 2009년 착공, 2012년 준공을 목표로 하고있다.
- 2007년 10월 26일, 잠실야구장에서 안산문화복합돔 건립을 위한 기본협약체결식을 가졌다.

- 2009년 3월 15일, 2007년에 추진되었다가 신상우 전총재가 물러남에 취소되었으나, 안산시는 이후 돔구장 추진 계획을 버리지 못하고 새 민간사업자를 공모해 재추진하기 위해 올 1월 29일 돔구장 타당성검토 용역 발주 작업에 들어갔다. 이 구장은 넥센 히어로즈가 인수할 예정이다.[2]

- 공사 논의가 중단되었다가 2013년 5월 전면 백지화됐다.